# Британські Західно-Тихоокеанські Території
Для управління дрібними островами, розосередженими в Океанії, Британська імперія в 1877 році створила «комісаріат» — Британські Західно-Тихоокеанські Території, що включав в себе 11 територій. 2 січня 1976 року «комісаріат» припинив існування.

## Групи островів
- Острови Гілберта і Елліс (1892—1971)

### Полінезія
- Кантон і Ендербері (1939—1971)
- Острови Кука (1893—1901)
- Ніуе (1900—1901)
- Острови Фенікс (до 1939)
- Піткерн (1898—1952)
- Тонга (1900—1952)
- Об'єднані Острови (1877—1926)

### Мікронезія
- Науру 1914—1921

### Меланезія
- Фіджі (1877—1952)
- Британські Соломонові острови (1893—1971)
- Нові Гебриди (1906—1971)